# باشگاه ورزشی ساری‌یر
باشگاه ورزشی ساری‌یر (ترکی استانبولی: Sarıyer S.K.) یک باشگاه ورزشی در ترکیه می‌باشد که در ساری‌یر، استانبول واقع شده‌است. ورزشگاه خانگی این باشگاه استادیوم یوسف ضیا اونیش می‌باشد.

## حضورهای لیگی
- سوپر لیگ: ۱۹۸۲–۹۴, ۱۹۹۶–۹۷
- لیگ دسته اول: ۱۹۶۳–۶۹, ۱۹۷۱–۸۲, ۱۹۹۴–۹۶, ۱۹۹۷–۰۱, ۲۰۰۴–۰۵
- لیگ دسه دوم: ۱۹۶۹–۷۱, ۲۰۰۱–۰۴, ۲۰۰۵–

## موفقیت‌ها
- لیگ دسته اول

قهرمانی (۲) : ۱۹۸۱–۸۲
نایب قهرمان (۱) : ۱۹۹۵–۱۹۹۶
- لیگ دسته دوم

قهرمانی (۱) : ۲۰۰۳–۲۰۰۴
- لیگ دسته سوم

قهرمانی (۱) : ۱۹۷۰–۱۹۷۱
- جام حذفی

یکچهارم نهایی (۷) : ۱۹۸۲–۱۹۸۳, ۱۹۸۷–۱۹۸۸, ۱۹۸۸–۱۹۸۹, ۱۹۸۹–۱۹۹۰, ۱۹۹۰–۱۹۹۱, ۱۹۹۲–۱۹۹۳, ۱۹۹۳–۱۹۹۴
- جام بالکان

قهرمانی (۱) : ۱۹۹۱–۹۲